# أليك ساخاروف
أليك ساخاروف (بالإنجليزية: Alik Sakharov)‏ (ولد في 17 مايو، 1959) هو مخرجٌ تلفزيونيٌّ أمريكي من أصولٍ سوفيتيّة. كان مصوّرًا سينمائيًّا سابقًا، وهو عضو نشطٌ في الجمعية الأمريكية للمصورين السينمائيين.
بصفحته عضوًا في فرقة سوبرانوز الإبداعية، تم تكريمه مرّتان (في 2002 و2004) بجائزة السنة المميّزة الخاصة بمعهد الفيلم الأمريكي.

## أعماله
منذ 2006، عمل ساخاروف بشكل أساسيٍ (ومن عام 2010 حصريًا) كمخرجٍ تلفزيونيٍّ. من أعماله:
- إمبراطورية الممر
- صراع العروش
- روما
- ديكستر
- Rubicon
- Brotherhood
- آل سوبرانو
- Easy Money  [لغات أخرى]‏
- الأمريكيون
- الأشرعة السوداء
- ماركو بولو
- Flesh and Bone  [لغات أخرى]‏
- بيت البطاقات
- Counterpart
- أوزارك
- Goliath

## روابط خارجية
- أليك ساخاروف على موقع IMDb (الإنجليزية)
- أليك ساخاروف على موقع ألو سيني (الفرنسية)
- أليك ساخاروف على موقع أول موفي (الإنجليزية)
- أليك ساخاروف على موقع قاعدة بيانات الأفلام السويدية (السويدية)
- أليك ساخاروف على موقع قاعدة بيانات الفيلم (الإنجليزية)
- أليك ساخاروف على موقع كينوبويسك (الروسية)